# Gare de Oum El Bouaghi
La gare de Oum El Bouaghi est une gare ferroviaire algérienne située sur le territoire de la commune d'Oum El Bouaghi, dans la wilaya de Oum El Bouaghi.

## Situation ferroviaire
La gare est située au sud de la ville de Oum El Bouaghi sur la ligne de Aïn M'lila à El Aouinet. Elle est précédée de la gare de Aïn Fakroun et suivie de celle de Aïn Beïda.

## Service des voyageurs

### Desserte
La gare d'Oum El Bouaghi est desservie par les trains grandes lignes de la liaison Alger - Tébessa.